# 8127-es mellékút (Magyarország)
A 8127-es mellékút mellékút Fejér és Komárom-Esztergom vármegyék határvidékén, amely a 81-es főutat köti össze Koccsal Móron, Pusztavámon, Bokodon és Dadon át. Az út első, szűk 3 kilométer hosszú szakasza egykor a 81-es főút része volt a móri elkerülő megépülte előtt.

## Nyomvonala
A 81-es főútból ágazik ki, annak 23+400-as kilométerszelvénye közelében, Mór déli külterületén. Észak felé indul, nem sokkal később kissé nyugatabbi irányt vesz, így keresztezi 1,4 kilométer után a Székesfehérvár–Komárom-vasútvonal egyik, ma már használaton kívüli iparvasúti leágazását, amely a pusztavámi bányaüzemekhez vezetett. Ott egyben be is lép a város lakott területére, a Dózsa György utca nevet felvéve. Nagyjából 2,5 kilométer megtétele után halad el a móri mészárlás egykori tragikus helyszíne, a Dózsa György utca 23. számú társasház előtt, majd 2,8 kilométer megtétele után, a belváros déli részén egy körforgalomba érkezik.
Délnyugat felől a Zirctől idáig húzódó 8216-os út torkollik bele ebbe a körforgalomba, mintegy 34,4 kilométer megtétele után, északnyugat felé egy önkormányzati út ágazik ki a belváros északabbi részei irányába, a 8127-es pedig innen északkeleti irányba folytatódik, Szent István utca néven. Nem sokkal később már Bajcsy-Zsilinszky utca lesz a neve, majd további irányváltásokat követően Széchenyi utcaként folytatódik.
4,5 kilométer után ismét eléri annak az iparvágánynak az egykori nyomvonalát, amit még a kezdeti szakaszán keresztezett, egy darabig párhozamosan haladnak, majd 5,7 kilométer után az út újból keresztezi a vasúti nyomvonalat. A 7. kilométere táján Árkipuszta külterületi városrészen halad át az út – itt kissé eltávolodva a hajdani vasúttól –, majd 8,2 kilométer után újabb szintbeli vágánykeresztezése következik. (A két említett vágánykeresztezés helye a Google Utcakép tanúsága szerint még felismerhető, de a szárnyvonalnak ezt a szakaszát már lényegében teljesen felszámolták.)
8,7 kilométer után lép át az út Pusztavám területére, itt egészen északi irányban haladva. A 9. kilométer után éri el a település belterületét, ott előbb egykori bányaüzemek mellett halad el, majd beér a község házai közé, ahol a Kossuth utca nevet viseli. 11,5 kilométer után lép ki a lakott területről, ezután elhalad a Márkushegyi bányaüzem egykori létesítményei mellett is.
13,1 kilométer megtételét követően éri el a vármegyehatárt, illetve a Komárom-Esztergom vármegye Oroszlányi járásához tartozó Bokod határszélét; innen egy darabig a határvonalat kíséri, majd 13,7 kilométer után teljesen bokodi területre ér. 17,4 kilométer után éri el a település lakott területét, ott a települési neve Pusztavámi utca. 17,8 kilométer után egy elágazáshoz ér: kelet felől a 8143-as út torkollik bele, közel 10 kilométer megtétele után (Környe felől), a 8127-es pedig észak felé folytatódik, Dadi utca néven. Nem sokkal ezután északnyugati irányba fordul, így lép ki a község házai közül, 18,6 kilométer után.
19,2 kilométer teljesítése után lépi át az út Dad határát, a község első házait nagyjából 20,3 kilométer után éri el, majd egy elágazáshoz ér, ahol találkozik a 8135-ös úttal. Rövid, alig 100 méter hosszú közös szakaszuk következik északkeleti irányban – kilométer-számozás tekintetében egymással ellentétes irányban számozódva, Sport út néven –, majd a 8127-es északnak folytatódik tovább, változatlan nevet viselve. A falu északi részén a neve már Kocsi út, így keresztezi a MÁV 13-as számú Tatabánya–Pápa-vasútvonalának nyomvonalát is, néhány lépéssel a 22. kilométere előtt, a belterület északi szélén.
23,5 kilométer után Kömlőd közigazgatási területére ér, ahol a 25+300-as kilométerszelvénye közelében Nagyparnakpuszta településrész nyugati széle mellett halad el; más kömlődi lakott területeket nem érint; a faluközpont kilométerekkel odébb van, és a 8127-esnek közúti kapcsolata sincs vele. A 26+750-es kilométerszelvénynél már a Tatai járáshoz tartozó Kocs közigazgatási határvonalát keresztezi, a belterület déli szélét pedig nem sokkal a harmincadik kilométere után éri el. Itt a települési neve Dadi utca, így húzódik a község központjáig. A 8136-os útba beletorkollva ér véget, kevéssel annak 8+800-as kilométerszelvénye előtt.
Teljes hossza, az országos közutak térképes nyilvántartását szolgáló kira.gov.hu adatbázisa szerint 31,154 kilométer.

## Települések az út mentén
- Mór
- Árkipuszta
- Pusztavám
- Bokod
- Dad
- (Kömlőd)
- Kocs

## Története
Az út első, szűk 3 kilométer hosszú szakasza egykor a 81-es főút része volt a móri elkerülő megépítéséig, ez azonban meglehetősen régen lehetett, mert a Cartographia 1970-es kiadású Magyarország autótérképén a 81-es már elkerüli a várost.
Ugyanez a térkép a Dad és Kocs közötti szakaszát még „fontosabb földút" jelöléssel tünteti fel. 

## Képgaléria

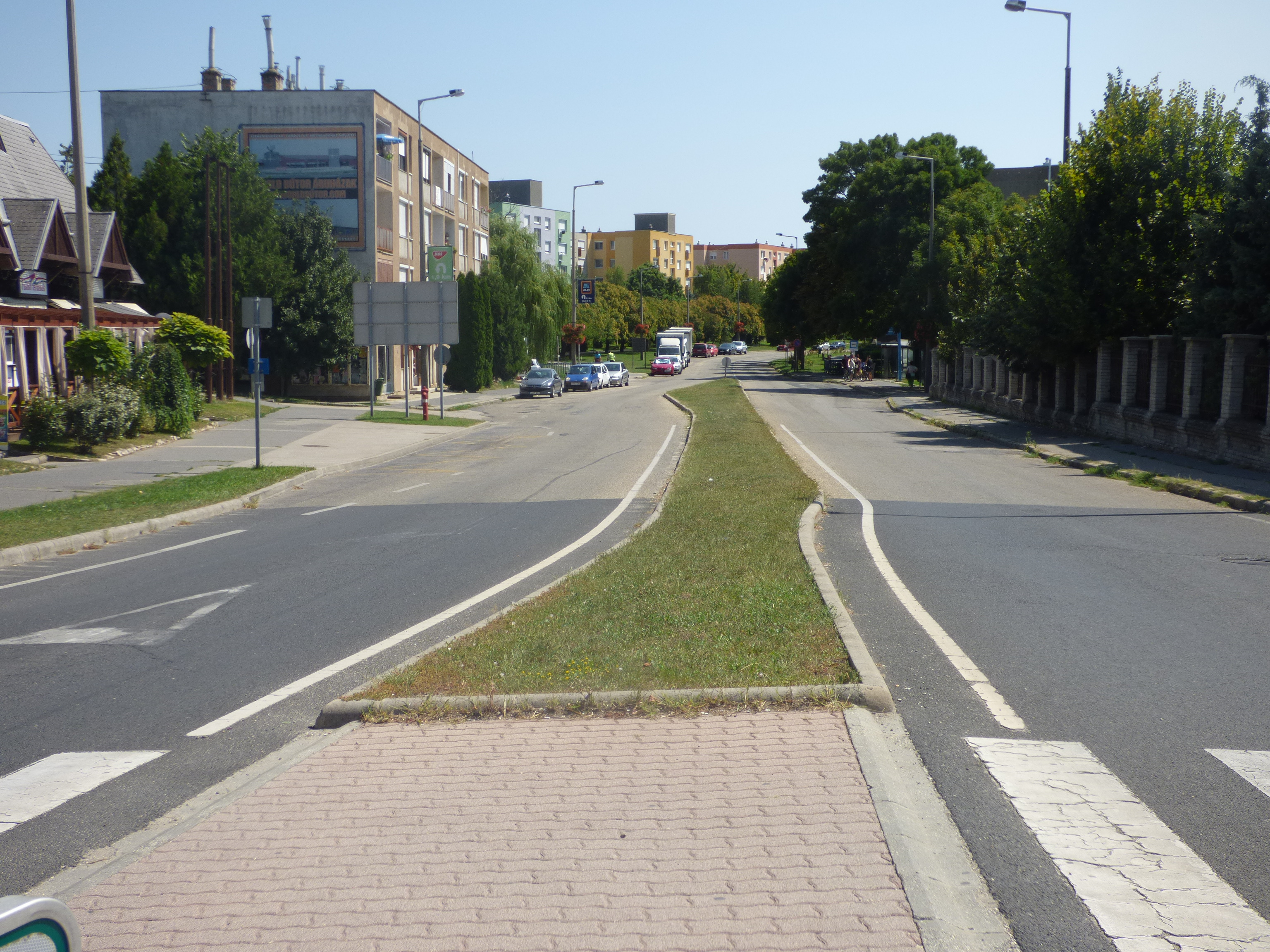
A 8127-es út egy szakasza Móron (Dózsa György út, a Szent István téri körforgalomból nézve)